# Kameeltje
Het kameeltje (Notodonta ziczac, synoniem: Eligmodonta ziczac) is een nachtvlinder uit de familie van de tandvlinders (Notodontidae), die verspreid over Europa voorkomt, tot aan Centraal Azië. Hij heeft een spanwijdte van 40 tot 45 mm. De vlinder overwintert als pop in een losse cocon in de grond.
De vlinder dankt zijn Nederlandse naam aan de rups die twee bulten op zijn rug heeft.

## Waardplanten
De waardplanten van het kameeltje zijn populieren, met name ratelpopulier, en wilgen.

## Voorkomen in Nederland en België
Het kameeltje is in Nederland en België een vrij gewone soort die verspreid over het hele gebied voorkomt. Hij vliegt van half april tot eind september in twee generaties.